# Gewone greppelschild
De gewone greppelschild (Taphropeltus contractus) is een wants uit de onderfamilie Rhyparochrominae en uit de familie bodemwantsen (Lygaeidae).
De onderfamilie Rhyparochrominae wordt ook weleens als een zelfstandige familie Rhyparochromidae gezien in een superfamilie Lygaeoidea. Lygaeidae is conform de indeling van bijvoorbeeld het Nederlands Soortenregister.

## Uiterlijk
De gewone greppelschild is 3,2 tot 3,7 mm lang. Net als de andere soorten uit het genus Taphropeltus is de kop achter de ogen ingesnoerd en dragen de dijen twee grote en meerdere kleinere stekels. Het halsschild (pronotum) is in het midden lager en loopt daarna omhoog. .
Van deze wants zijn de kop, het schildje (scutellum) en de voorkant van het halsschild (pronotum) zwart. De voorvleugels zijn bruin met zwart. Ze zijn langvleugelig (macropteer). Hij lijkt op de zeldzamere donkere greppelschild Taphropeltus hamulatus, maar die is kleiner, donkerder en heeft naar verhouding langere antennes.

## Verspreiding en habitat
De soort komt voor in Europa. Behalve in het Hoge Noorden is hij tot in Noord-Afrika verspreid. Naar het oosten is hij verspreid tot in de Kaukasus. Hij komt voor in droge, warme. open tot halfschaduwrijke leefgebieden.

## Leefwijze
De wantsen leven op de bodem in de strooisellaag en zuigen aan de zaden van veel verschillende soorten kruidachtige planten en struiken. In het begin van de zomer als het paringstijd is, zijn ze ook op de planten te vinden. De imago’s overwinteren en paren vanaf mei. Nimfen zijn er in juni tot in de herfst, de nieuwe generatie volwassen wantsen verschijnt in augustus. Er is één generatie per jaar.